# Bonnie Anderson (cantante)
Bonnie Anderson (Melbourne; 5 de septiembre de 1994) es una cantante y actriz australiana, conocida por haber ganado Australia's Got Talent.

## Carrera

### Televisión y teatro
En noviembre de 2016 realizó su debut en el teatro musical con Godspell Reimagined. Ese mismo año participó en la campaña "Leather Look" de Maybelline.
El 18 de mayo de 2018 obtuvo su primer papel importante en televisión cuando se unió al elenco principal de la serie Neighbours donde interpreta a la aprendiz de mecánico Beatrix "Bea" Nilsson, la media hermana de Eleanor "Elly" Conway (Jodi Gordon), hasta ahora.

### Música
Es dirigida por "Ralph Carr Management" y está suscrita a la agencia discográfica "Standard Records".
El 18 de febrero de 2007 y con solo 12 años se unió al programa de canto Australia's Got Talent, convirtiéndose en la primera ganadora el 28 de abril del mismo año. 
En 2012 Bonnie junto al grupo "Justice Crew", compañeros de Australia's Got Talent' aparecieron en la portada de "Gonna Make You Sweat", la canción fue el tema principal del espectáculo de danza de corta duración Everybody Dance Now.
El 8 de noviembre de 2013 lanzó su primer sencillo "Raise the Bar", escrita por Anthony Egizii y David Musumeci de "DNA".
El 13 de junio de 2014 lanzó su nuevo sencillo, titulado "Blackout". En elvideo musical Bonnie incorporó un aspecto muy estilizado para las imágenes, trabajando con Christopher Frey, el ganador del Premio ARIA 2013 al mejor director de video, y con el fotógrafo de celebridades Peter Brew-Bevan. La pista se convirtió en su primera top 20 en Australia, recibiendo una certificación de oro.
También realizó una gira por Australia junto al cantante británica Olly Murs. 
En 2015 lanzó "Unbroken", la canción fue producida por Matt Rad (quien previamente había trabajado con One Direction y Demi Lovato) y mezclada por Chris Lord-Alge.
En 2016 lanzó su nuevo single "The Ones I Love", el cual posteriormente fue remezclado por Diamm y lanzado en el Reino Unido y Europa, donde alcanzó el puesto #3 en el "Music Week Commercial Pop Charts".

## Vida personal
En mayo de 2022 se comprometió con Sam Morrison y en junio de ese año anunció su embarazo. Su hijo Bobby nació en diciembre de 2022.

## Filmografía

### Series de televisión
| Año             | Título     | Personaje             | Notas        |
| --------------- | ---------- | --------------------- | ------------ |
| 2018 - presente | Neighbours | Beatrix "Bea" Nilsson | 33 episodios |

### Teatro
| Año  | Título              | Personaje | Director     | Teatro                | Notas                                                              |
| ---- | ------------------- | --------- | ------------ | --------------------- | ------------------------------------------------------------------ |
| 2016 | Godspell Reimagined | -         | Glenn Elston | Arts Centre Melbourne | junto a Mark Dickinson, Louisa Fitzhardinge y Christopher Southall |

### Anuncios
| Año  | Título                      | Notas |
| ---- | --------------------------- | ----- |
| 2016 | Maybelline - "Leather Look" | [ 8 ] |

### Apariciones en programas
| Año  | Título                 | Notas       |
| ---- | ---------------------- | ----------- |
| 2007 | Australia's Got Talent | concursante |

## Discografía
| Año  | Título                                                    | Mejores posiciones en las listas | Certificaciones | Álbum             |
| Año  | Título                                                    | AUS                              | Certificaciones | Álbum             |
| ---- | --------------------------------------------------------- | -------------------------------- | --------------- | ----------------- |
| 2012 | "Gonna Make You Sweat" (Justice Crew ft. Bonnie Anderson) | —                                |                 | Non-album singles |
| 2013 | "Raise the Bar"                                           | 55                               |                 | Non-album singles |
| 2014 | "Blackout"                                                | 19                               | - ARIA: Gold    | Non-album singles |
| 2014 | "Rodeo"                                                   | —                                |                 | Non-album singles |
| 2015 | "Unbroken"                                                | 63                               |                 | Non-album singles |
| 2016 | "The Ones I Love"                                         | 18                               |                 | Non-album singles |

## Apoyo a caridad
Bonnie apoya a la fundación "Alannah and Madeline Foundation" y es embajadora de Tip For Change Ambassador.